# Sava centar

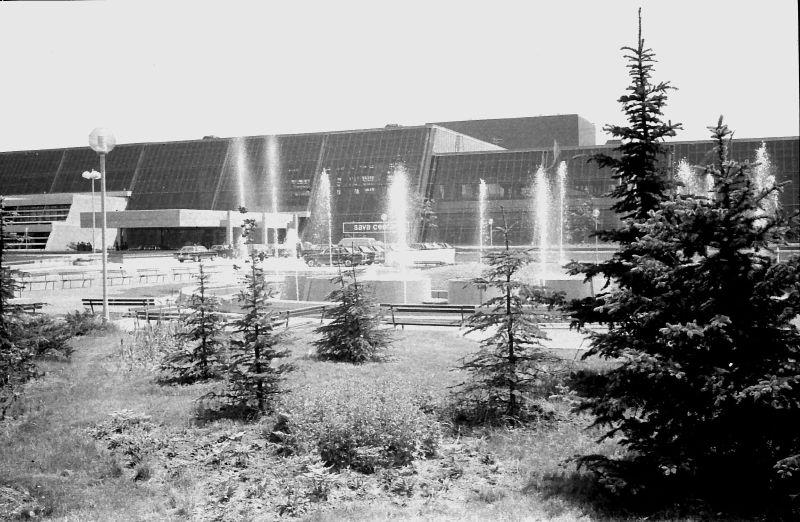
Sava centar v roce 1978

Sava centar, v srbské cyrilici Сава центар), je kongresové centrum v srbské metropoli Bělehradě, největší stavba svého druhu v zemi i v regionu. V dobách existence Jugoslávie bylo největším centrem celé federace. 

## Poloha

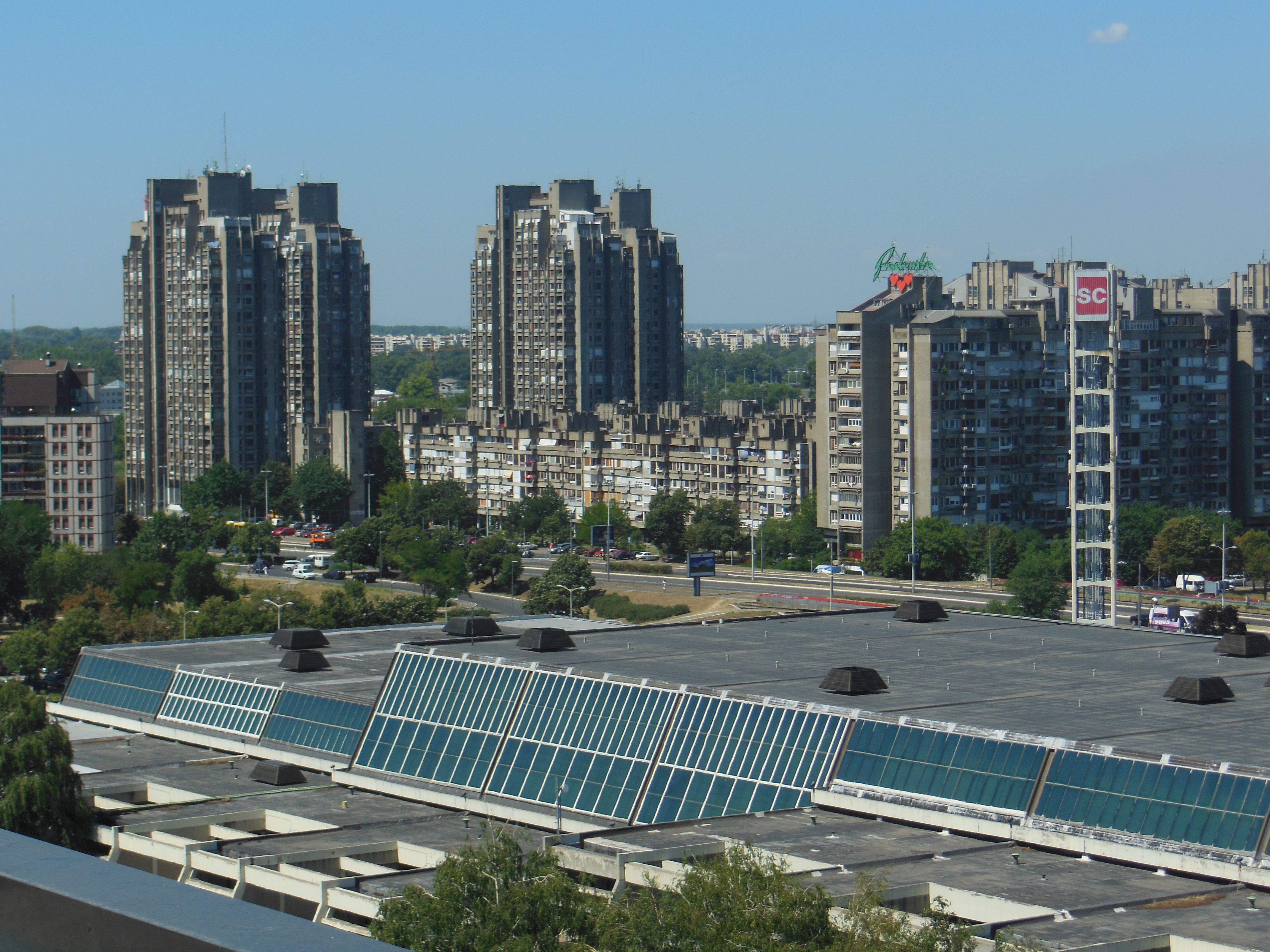
Pohled na areál Sava centra.

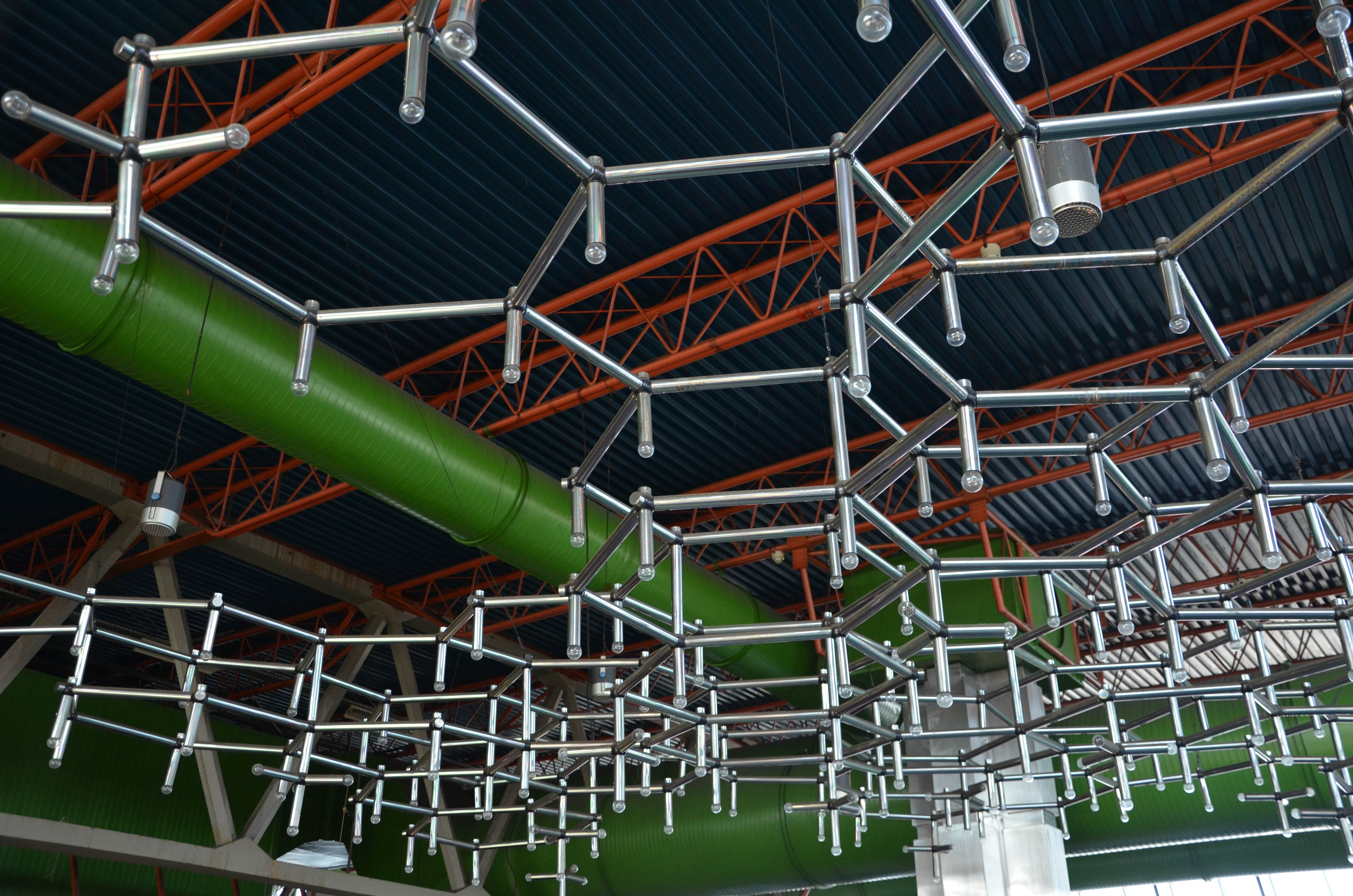
Dekorativní osvětlení v interiéru objektu.

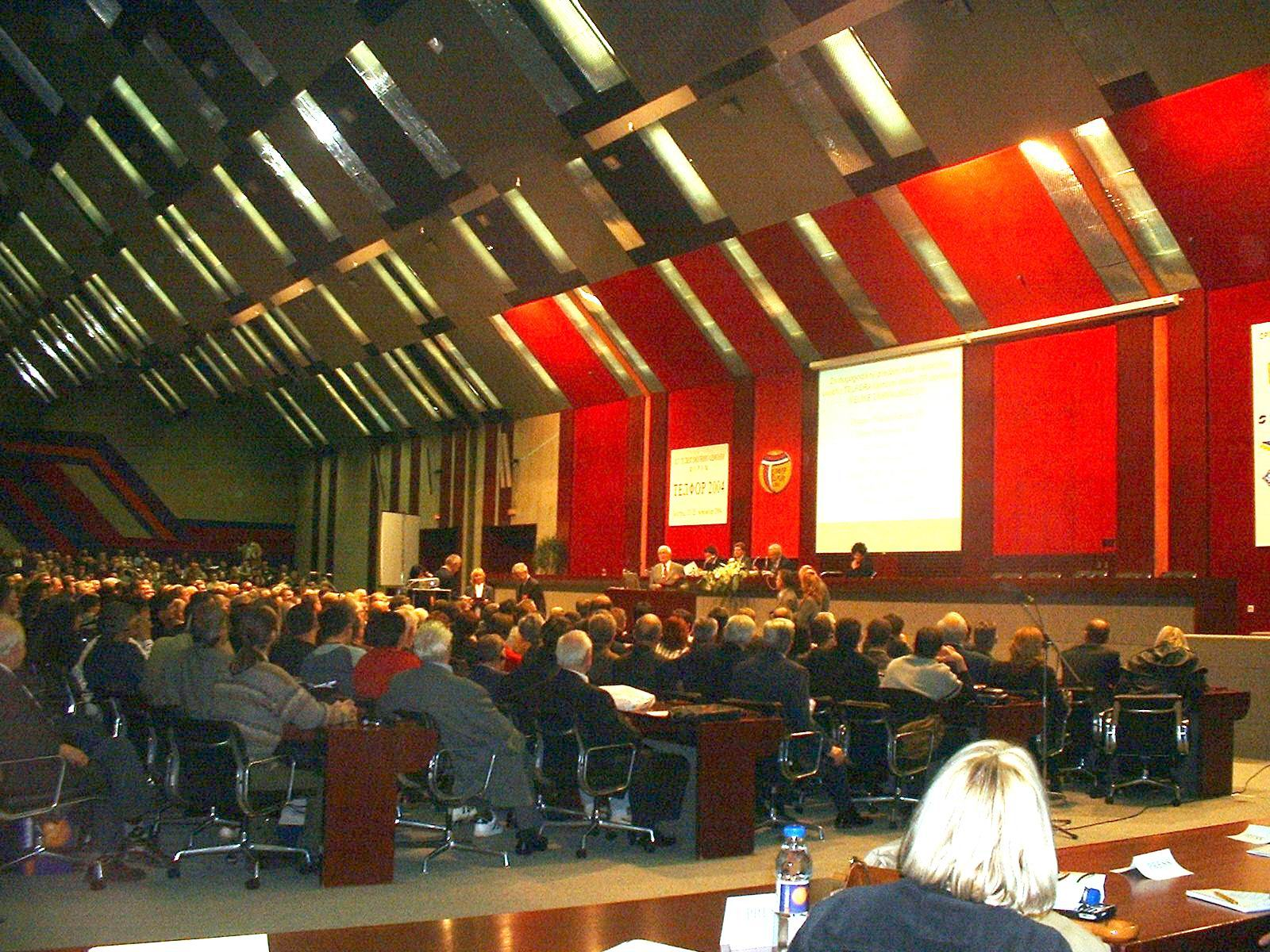
Hala uvnitř komplexu během konference TELFOR.

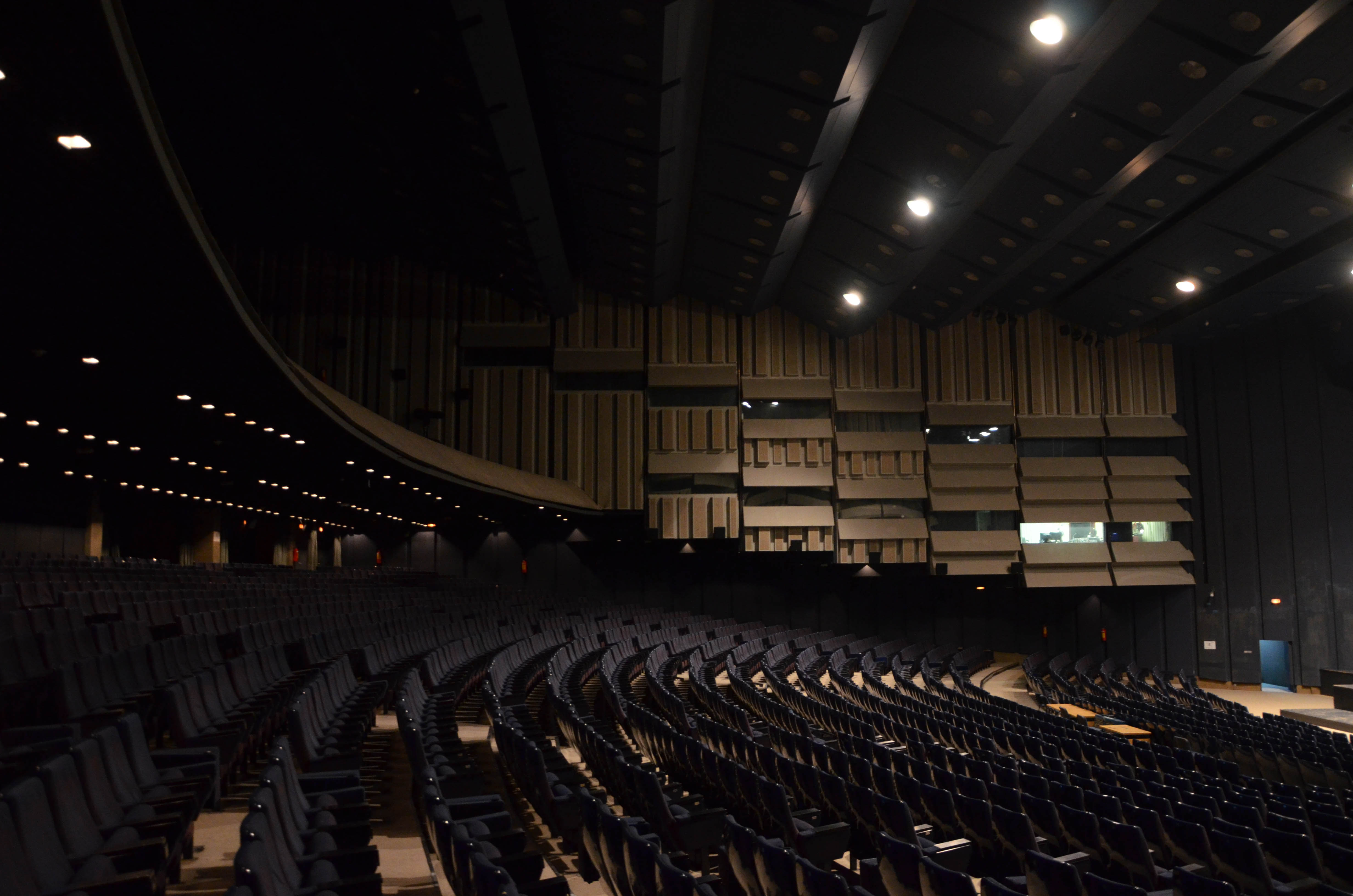
Hlavní sál.

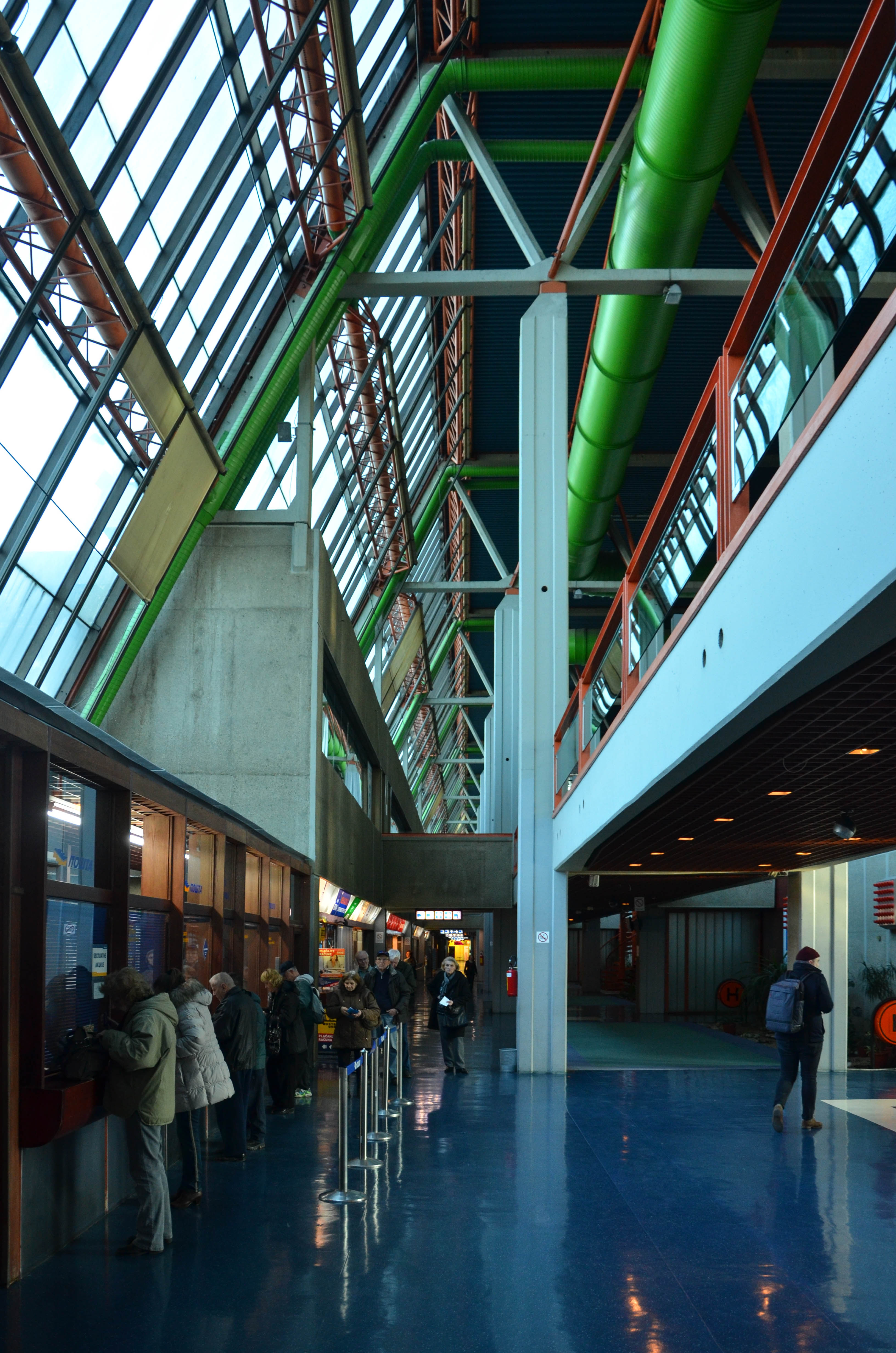
Prosklená fasáda.

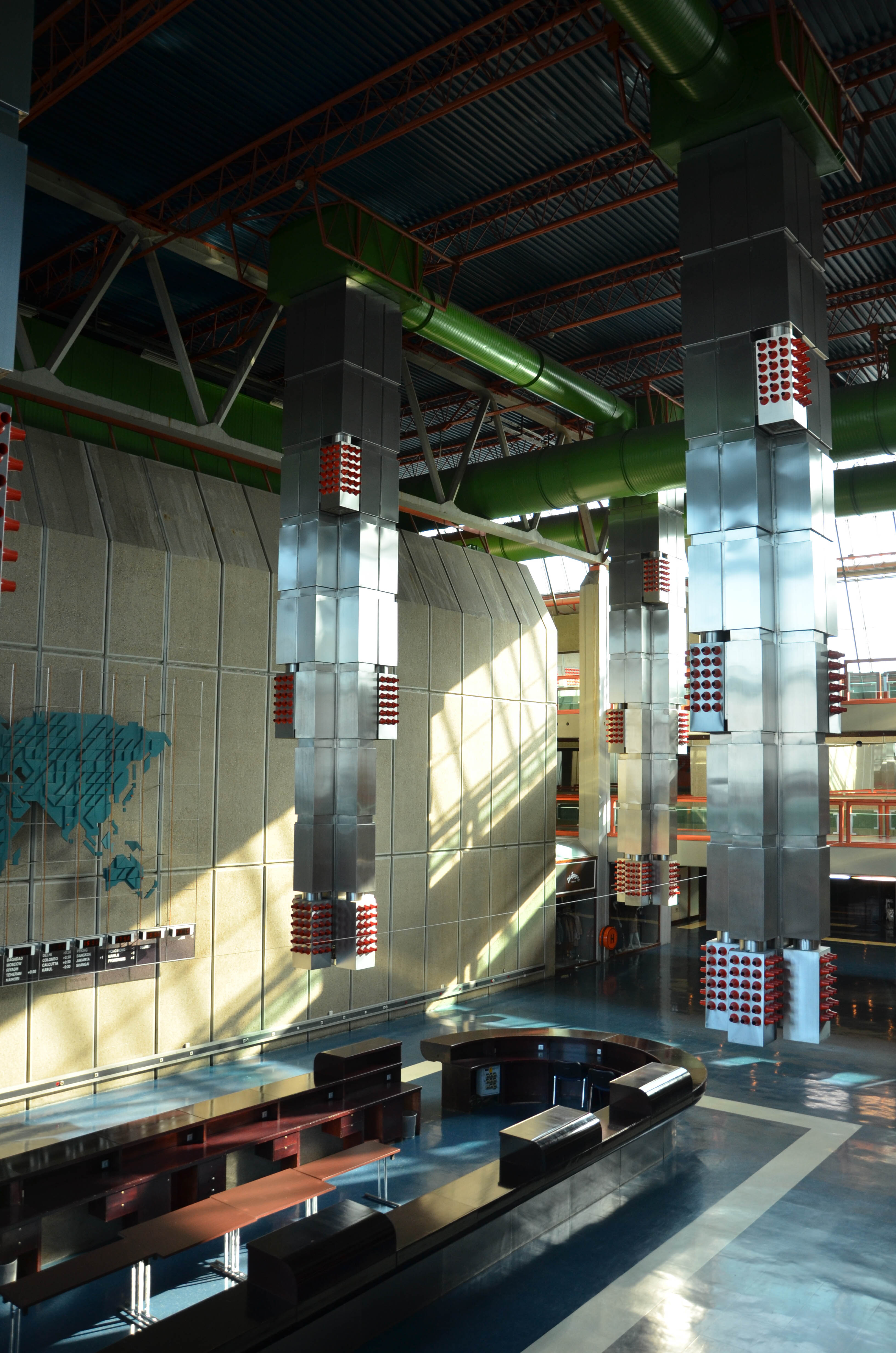
Vstupní hala s prvky technicistní architektury.

Komplex se nachází na novém Bělehradě, na břehu řeky Sávy, přesněji v Bloku 19 na adrese Milentija Popovića 9. Je vzdálený 15 km od Letiště Bělehrad.
Z východu jej obklopuje ulice Vladimira Popovića, ze západu ulice Milentija Popovića a z jihu třída Arsenija Čarnojevića (dálnice směrem k Záhřebu). Ze severní strany potom pokračuje zástavba bloku 19, jako např.  Savograd.

## Rozsah
Areál tvoří celkem tři části: Budovu A (která zahrnuje hlavní kongesové centrum), dále potom Budovu B (tam patří především velká hala, resp. Modrý sál) a mimo to jako třetí objekt stojí potom mezinárodní hotel (dnes Crowne Plaza Belgrade). Všechny tři jsou propojené krytými lávkami (pasarelami).
Objekt má využitelnou plochu o rozloze 69 300 m² a celkovou podlahovou plochu 100 000 m². 
Součástí areálu je koncertní sál s 3672 sedadly, 15 konferenčních sálů, výstavní prostor a řada dalšího. Kryté parkoviště má 410 míst.
V blízkosti centra se nachází ještě i betonová věž s čtvercovým půdorysem zobrazujícím logo areálu (stylizovaná písmena v latince SC).

## Památková ochrana
Od roku 2021 je evidováno jako kulturní památka.  Důvodem je význam z historického hlediska, neboť centrum bylo klíčové pro tehdejší Jugoslávii i region.

## Architektura
Objekty Sava centra vznikly ve stylu tzv. technicistní, resp. industriální architektury. Pro centrum jsou typické prosklené a sešikmené stěny, především potom u budovy B, kde obcházejí celou její jižní stranu. U budovy A je obdobným způsobem prosklená severní strana. Jižní potom tvoří terasy se se zelení.
Konstrukce všech částí objektů je částečně z armovaného betonu a částečně z ocelových rámů.
V interiéru jsou odkryty (obdobně jako např. v Centru Pompidou) různá potrubí, např. vzduchotechniky a další. Nápadné jsou např. oranžové vývody v hlavní recepci.
V areálu se nachází řada uměleckých děl, jako např. malby, tapisérie, sochy, dekorativní hodiny a další prvky. Pro centrum byla připravena ve své době jednotná vizuální identita pro text a grafiku. Interiér areálu je jednou z ukázek jugoslávské architektury 70. let 20. století. Ikonická je stylizovaná mapa světa s časovými pásmy.

## Historie

### Výstavba
Zbudováno bylo kvůli blížícímu se zasedání OBSE, pro které potřeboval Bělehrad odpovídající zázemí, a který přislíbil Josip Broz Tito uspořádat v Bělehradě. Bělehrad žádné velké konferenční centrum světového formátu pro takovou akci totiž neměl.
Příprava vzniku moderního kongresového centra nicméně zabírala nějakou dobu. Rozhodnutí padlo na jednání v Helsinkách v roce 1975, a Tito na něj kývl.
Projekt centra vypracoval architekt Stojan Maksimović.  Měl pouhý měsíc na vypracování celého projektu, zároveň ale získal podporu tehdejší vlády. Maksimović navštívil během krátké doby Paříž, Kodaň a několik dalších měst, kde se inspiroval podobnými projekty. První náčrt, jak by centrum mohlo vypadat, připravoval v letadle. Maksimović také dohlížel na realizaci projektu. Za návrh získal několik mezinárodních ocenění. Nominován byl rovněž na Pritzkerovu cenu. Objekt ve stylu technicistní architektury je považován za Maksimovićovo životní dílo – projekt byl inspirován obdobnými konferenčními centry v Paříži, Haagu, Kodani a Helsinkách. Ve své době imponoval svojí monumentalitou, rozčleněností, prosklenými prvky, nadjezdy a rampami. Urbanistické práce okolí areálu v rámci Bloku 19 realizoval Miloš Perović. Vrchním inženýrem byl Radomir Mihajlović.
Maksimovićův projekt byl bohužel realizován v extrémně krátkém čase, neboť šibeniční termín stanovilo jednání OBSE. Proto byla výstavba prováděna po částech. Stavební práce odstartovaly roku 1976. 15. června 1977 tak byla dokončena pouze první budova celého centra. Navíc kvůli šibeničnímu termínu nebylo realizováno otočné hlediště. Stavební práce musely probíhat i v zimě a beton bylo nezbytné zahřívat, aby nezmrzl. V roce 1978 byla dobudována druhá část komplexu (s Modrým sálem) a přiléhající hotel až v roce 1979. Kapacitu Modrého sálu v počtu 4000 míst údajně poždaoval sám Tito, který řekl „nestavte nic pod 4000.“
Komplex otevřel sám prezident země Josip Broz Tito. Jovance Broz, jeho ženě se nelíbila údajně nápadná potrubí v interiéru, která Tito odbyl slovy „že se jedná o industrální architekturu, které nerozumí“ V roce 1979 se zde konalo zasedání Mezinárodního měnového fondu.
První ředitel centra Miloje Popović jej označil za Chrám socialismu.  Jugoslávský tisk nešetřil superlativy na adresu celého komplexu. Byl přezdíván jako kosmická loď, prosklená zahrada, kráska na Sávě, loď míru, dům dobré vůle apod. Protože byl však objekt dokončován (sice jen ve své první části) ve stejné době, jako Centre Georges Pompidou v Paříži, tisk oba dva objekty často srovnával. 
Po dokončení objektu jugoslávský stát pomýšlel na komerčním využití celé stavby. Centrum bylo jedním z nejmodernejších v Evropě. Vycházely početné publikace a další materiály, které měly z Bělehradu udělat jedno z center evropské kongresové turistiky. Sava centar měl také vlastní velín, který mohl vyřadit z provozu i signalizaci na křižovatkách v okolních ulicích, vyžadovala-li to situace. Byl zde také jistý počet tajných podzemních prostor.

### Provoz centra
Centrum sloužilo jako místo pro sjezdy SKJ, či Hnutí nezúčastněných zemí. 14. kongres Svazu komunistů Jugoslávie, který se zde konal dne 22. ledna 1990 byl událostí, při němž se rozpadla jednotná jugoslávská komunistická strana.
Po rozpadu Jugoslávie se zde konaly i sjezdy socialistické strany Srbska, v jejímž čele stál Slobodan Milošević. 
V 90. letech 20. století vinou rozpadu SFRJ a izolace Svazové republiky Jugoslávie do značné míry centrum osiřelo.
Později se zde konaly události spojené s celou řadou organizací, jakými jsou například Světová banka, či UNESCO, ale také i kulturní a hudební akce. Konalo se zde zhruba 20 celoevropských lékařských, technických i jiných velkých setkání.
Dne 17. srpna 2006 bylo přestavěno přilehlé parkoviště, které získalo kapacitu 410 vozidel. Zároveň bylo také zpoplatněno, poplatky byly vybírány zhruba do roku 2016. V roce 2007, kdy uplynulo 30 let od dokončení centra, byla také obnovena prosklená fasáda. Některé tabule již v té době byly značně poškozené, což objektu vytvářelo negativní reputaci. Do modrého sálu navíc zatékalo (ale i jinam)  a byly zde umisťovány kbelíky pro sběr vody. Rovněž bylo pořízeno vybavení pro požřádání živých koncertů, aby se tak pro velké centrum dokázal rozšiřít repertoár akcí, které se zde mohou konat.
Vystupoval zde Đorđe Balašević, konala se zde např. i Miss Serbia nebo Eurovision Song. Vystupovali zde také i světoví hudebníci a hudební soubory. 18x zde byla uspořádána celosvětová konference TELFOR.

### Prodej areálu
Rekonstrukce, které se uskutečnily v roce 2006 a 2007 sice pomohly zabránit nejzásadnějšímu chátrání objektu, byly však víceméně malého rozměru. V roce 2017 se tak centrum dostalo do špatného nejen technického stavu, ale i finanční situace. V roce 2015 bylo centrum kvůli dluhům odpojeno od elektrické energie.
Investice, které po 40 let po dokončení objektu do něj přicházely, byly víceméně minimální. Pro město Bělehrad bylo vlastnictví tak velkého objektu, který navíc byl vybudován pro akce charakteru, jejichž pořádání nebylo tolik časté, velkou zátěží. Proto se rozhodlo najít strategického partnera, který by dokázal převzít vlastnictví 49% podílu v Sava centru. Výběrové řízení bylo vyhlášeno v roce 2016 a zájem projevily dvě společnosti: Delta Holding a konsorcium, které vlastnilo místní letiště. Bělehradský magistrát čtyřikrát prodloužil lhůtu pro přihlášení se do soutěže, což vedlo k odstoupení Delty Holding. V červnu 2017 byl vyhlášen třetí tendr, do kterého se ale nepřihlásil žádný zájemce. Na podzim 2017 se celá věc opakovala, ale bělehradský magistrát nechal odepsat dluhy za elektřinu, úklid a služby z centra tak, aby byl objekt atraktivnější. 
Dluhy Sava Centra dosahovaly v roce 2018 výše 558 milionu RSD. Delta Holding nicméně projevila zájem centrum koupit, pouze ale v případě, kdy město Bělehrad zafinancuje výstavbu kryté lávky z hotelu Corinthia Tower Belgrade. Ve výběrovém řízení (již pátém), které magistrát vypsal, nicméně Delta dodala přihlášku neúplnou. Následně bylo rozhodnuto o tom, prodat centrum Delta Holdingu napřímo. V listopadu 2019 padlo nakonec finální rozhodnutí ze strany metropole. 
V lednu 2020 město potvrdilo, že areál prodá za vyvolávací cenu 25 milionů eur, přičemž nový majitel by musel zachovat funkci areálu a v následujících pěti letech do něj investovat 50 milionů eur. V srpnu 2020 se uskutečnilo další výběrové řízení, v němž byla cena objektu navýšena na 27,4 milionu eur a ostatní podmínky zůstaly zachovány. Celý postup prodeje byl předmětem kritiky ze strany ekonomů, občanské společnosti i architektů. Opozice kritizovala, že prodej je uskutečněn pod cenou a ještě podnikateli, který je napojen na vládnoucí stranu. Podle některých realitních poradců nicméně byla cena naopak poměrně vysoká. Jiní se domnívali, že Bělehrad dokáže jako město provozovat kongresové centrum správně, připraví-li odpovídající vizi a politiku kongresové turistiky. V srpnu 2020 nicméně další jednání mezi zástupci města a společností Delta holding vedla k neúspěchu. 
V září 2020 město znovu nabídlo celý areál k prodeji, tentokrát za 21,9 milionů eur. Opět se nikdo do výběrového řízení nepřihlásil. Delta holding nakonec uskutečnila obchod v listopadu 2020 s příslibem investice ve výši 60 milionů eur do dalšího rozvoje Sava centra. Finální cena byla 17,9 milionů eur.  Stavební práce měly být zahájeny v závěru roku 2021.

### Rekonstrukce
Jako první krok byla ozhlášena výměna fasády celého konferenčního centra. Delta holding oznámila, že do výběrového řízení se budou moci přihlásit pouze zahraniční architekti. Celá obnova měla být dokončena v roce 2023. V souvislosti s tím byla diskutována možnost vyhlášení památkové ochrany nad budovou, aby se zabránilo destrukci původní unikátní podoby komplexu. Vláda rozhodla o památkové ochraně dne 8. dubna 2021.
Stavební práce na přestavbě Sava centra byly zahájeny 23. prosince 2021 a dokončeny měly být na přelomu let 2023 až 2024. I přes požadované zahraniční firmy se nakonec nový vlastník rozhodl pro domácí dodavatele, také proto, že zahraniční společnosti nabídly vysokou cenu. Projekt obnovy připravilo studio Centroprojekt. Ve spolupráci s původním architektem mají být upraveny i vnitřní prostory. Centrum má být rozděleno na dvě části; na obchodně-komerční část a na kulturně-kongresové centrum. Počet kongresových prostor se zvýšil na více než čtyřicet. Největší sál se má zvětšit co do počtu posluchačů. Vznikne také zóna s obchodem a restauracemi.  Celková cena přestavby objektu se pohybovala okolo 100 milionů eur. Delta holding ohlásila konečnou sumu ve výši 118 milionů eur.
V rámci snížení energetické náročnosti budovy byla také na střechu centra nainstalována solární elektrárna. Fasáda byla kompletně obměněna; zachována byla původní podoba, nicméně nově byla umístěna třívrstvá okna.
Přestavba byla dokončena na podzim roku 2023 a první zde pořádanou akcí byl evropský kongres o výživě. Tím byla dokončena nicméně obchodně-komerční část. Co se týče druhé uvedené, ta má být ukončena v první polovině roku 2024 a v rámci ní bude zprovozněn i renovovaný Modrý sál.
V roce 2023 byl v Sava centru otevřen supermarket Lidl.

## Návštěvnost
Centrum slouží pro ty největší akce tohoto charakteru s srbské metropoli. Ročně jej navštíví okolo půl milionu návštěvníků. Kromě kongresových prostor je v rámci centra také řada restaurací a kaváren, obchody, pošta, banky, tiskové centrum, původně se zde nacházela i ambulance, tiskárna, televizní studio a další.
Za 40 let existence se v Sava centru uskutečnilo přes 35 tisíc akcí všeho druhu, které navštívilo 15 milionu lidí. Kongresů se pořádalo okolo deseti tisíc a navštívilo je na 2 miliony účastníků.